# Área salvaje Red Butte
El área salvaje Red Butte (del inglés: Red Butte Wilderness) es un área salvaje o virgen localizada en el estado de Utah, en Estados Unidos. El territorio comprende cerca de 6,2 km². Fue designada el 30 de marzo de 2009 como parte de la Omnibus Public Land Management Act of 2009. Situada al lado de Kolob Canyons, en una sección del parque nacional Zion. El área salvaje Red Butte limita con el área salvaje Zion, al norte.
El senderismo es una de las actividades excepcionales del parque nacional. Los grandes valores paisajísticos y fotográficos son evidentes, mientras que la pesca y escalada en rocas se suele producir en el Cañón LaVerkin Creek. Las oportunidades de escaladas técnicas y no técnicas se encuentran en el área salvaje Red Butte, y en las paredes de los acantilados en las otras unidades.
El área salvaje Red Butte es gestionada por la Oficina de Administración de Tierras.